# John Collins (matemático)
John Collins (Wood-Eaton, 25 de marzo de 1625 - Malmesbury, 10 de noviembre de 1683), matemático inglés.
Fue miembro de la Royal Society, entre otras ocupaciones. Dedicó parte de su vida a recopilar la correspondencia que trataba en torno a los hechos científicos de su época, recopilación que terminó siendo publicada en 1712 en un libro titulado Commercium epistolicum.

## Biografía
Era hijo de un ministro inconformista y nació en Wood Eaton, Oxfordshire, el 25 de marzo de 1625. Fue aprendiz a la edad de dieciséis años de Thomas Allam, un librero, que vivía fuera de Turl Gate de Oxford, y se vio obligado a abandonar el oficio, por los problemas de la época, y aceptó una pasantía en el empleo de John Marr, empleado de cocina del Príncipe de Gales. De él obtuvo cierta instrucción en matemáticas, pero el estallido de la primera guerra civil inglesa lo llevó al mar durante siete años,de 1642 a 1649, la mayor parte del tiempo que pasó a bordo de un mercante inglés, contratado por los venecianos como un barco de guerra en su defensa de Candia contra los turcos.
Dedicó su tiempo libre al estudio de las matemáticas y la contabilidad de los comerciantes, y al dejar el servicio establecido en Londres como profesor. En 1652 publicó una introducción a las cuentas de los comerciantes, originalmente redactada para el uso de sus eruditos. Reimpreso en 1665, la mayor parte de la impresión pereció en el gran incendio de Londres, pero fue reemplazada en 1674 por una nueva edición en folio ampliada. A continuación, escribió El sector en un cuadrante, o un Tratado que contiene la descripción y el uso de tres cuadrantes. También un apéndice que toca a Reflected Dyalling, de un vidrio, sin embargo se postuló (Londres, 1658); y la descripción y usos de un cuadrante general, con la proyección horizontal invertida(1658). En 1659 apareció su Geometricall Dyalling, o Dyalling interpretado por una línea de acordes solamente, y The Mariner's Plain Scale new Plained, un tratado sobre navegación para la armada de la East India Company. Fue bien recibido y se convirtió en un libro de clase con los estudiantes de navegación en el Christ Church Hospital.
Después de la Restauración, Collins fue nombrado sucesivamente contador de la oficina de impuestos especiales, contador en la cancillería y secretario del consejo de plantaciones, cambiando el último puesto en 1672 por el de director de la oficina de monedas. Con este empleo se fue a una casa en Fenchurch Street, donde pensó en montar una papelería y esperaba 'caer en la impresión de libros', incluidos algunos que él mismo había diseñado para escribir, en particular uno de los avances modernos de la matemática. ciencias, y un relato de los mejores autores de ese tipo. Sin embargo, no logró llevar a cabo el plan. Con el fracaso de sus argumentos contra la cuestión de los céntimos de estaño su cargo cesó y, posteriormente, se alegró de aceptar un pequeño puesto como contador en la Royal Fishery Company.
En marzo de 1669 se había negado a una situación que le ofreció en Irlanda el agrimensor general, Sir James Shaen, y casi al mismo tiempo se casó con una de las dos hijas de William Austen, jefe de cocina de Carlos II. A medida que su familia aumentaba, sus medios de subsistencia se volvían cada vez más precarios. Realizó trabajos de contabilidad, dedicando menos tiempo a la correspondencia aprendida.
Varios de sus escritos dan testimonio de su conocimiento del curso del comercio y su interés en los asuntos públicos. Publicó en 1680 Una súplica para traer el gato irlandés y mantener alejado el pescado capturado por extranjeros, junto con un humilde discurso a los honorables miembros del parlamento de los condados de Cornualles y Devon, sobre el avance del estaño, la pesca y Buzos Manufacturas; y en 1682 un pequeño tratado titulado Salt and Fishery, en el que se detuvo en las diversas formas de preparar la sal en Inglaterra y en el extranjero, la captura de pescado, la salazón y cocción de pescado y carne, además de ofrecer propuestas para el alivio de la sal. -trabajadores.
Collins murió el 10 de noviembre de 1683 en su alojamiento en Garlick Hill, Londres. Por asma y tisis, y fue enterrado en la iglesia parroquial de Santa James.